# Louis-Robert d'Hurcourt
 (octobre 2011).
Si vous disposez d'ouvrages ou d'articles de référence ou si vous connaissez des sites web de qualité traitant du thème abordé ici, merci de compléter l'article en donnant les références utiles à sa vérifiabilité et en les liant à la section « Notes et références ».
Louis-Robert d'Hurcourt (24 janvier 1853 à Paris - 17 septembre 1920 à Paris) est un journaliste et auteur français de la fin du XIXe siècle et du début du XXe.

## Biographie
Issu d'une vieille famille d'officiers lorrains, il s’engage lors de la Guerre franco-prussienne dans les Tirailleurs de la Seine, ou se trouvaient nombre d'artistes Vibert, Leloir, Jacquemart, James Tissot, Étienne-Prosper Berne-Bellecour, Gustave Jacquet, Ballavoine.
Il se bat ensuite comme officier de cavalerie dans les rangs carlistes  lors de la Troisième guerre (1872–1876) en Espagne.
De retour en France, il s’engage au  13e régiment de chasseurs à cheval.
Le  29 décembre 1881, il fonde Le Drapeau hebdomadaire illustré, aux collaborateurs prestigieux (Coppée, Banville, Daudet, Puvis de Chavannes, etc.), organe officiel de la Ligue des patriotes dont il fut le premier secrétaire général.
Il collabore ensuite  au Temps puis à  L'Illustration au début des années 1890.
Grand amateur d'armes, escrimeur distingué, il fut membre du Comité du Tournoi international d'escrime organisé par Le Figaro. Il se bat plusieurs fois en duel en 1897, 1905 et  le 19 juin 1908 avec le duc d'Albuquerque pour l'honneur d'une femme.
Il est l'auteur de nombreuses nouvelles, d'un roman humoristique, Le sabre du notaire, mémoire d’un poltron (1899), de pièces de théâtre dont  Quand on conspire, vaudeville en un acte, joué au Palais-Royal en août 1885 et  d'un opéra-comique joué en décembre 1897 aux  Folies-Dramatiques  de Paris, La Carmagnole, spectacle en trois actes de MM. Louis d'Hurcourt, Jacques Lemaire et Henry Dursay, musique de M. Paul Fauchey.